# Maternité (établissement)
Pour les articles homonymes, voir Maternité.
 (octobre 2017).

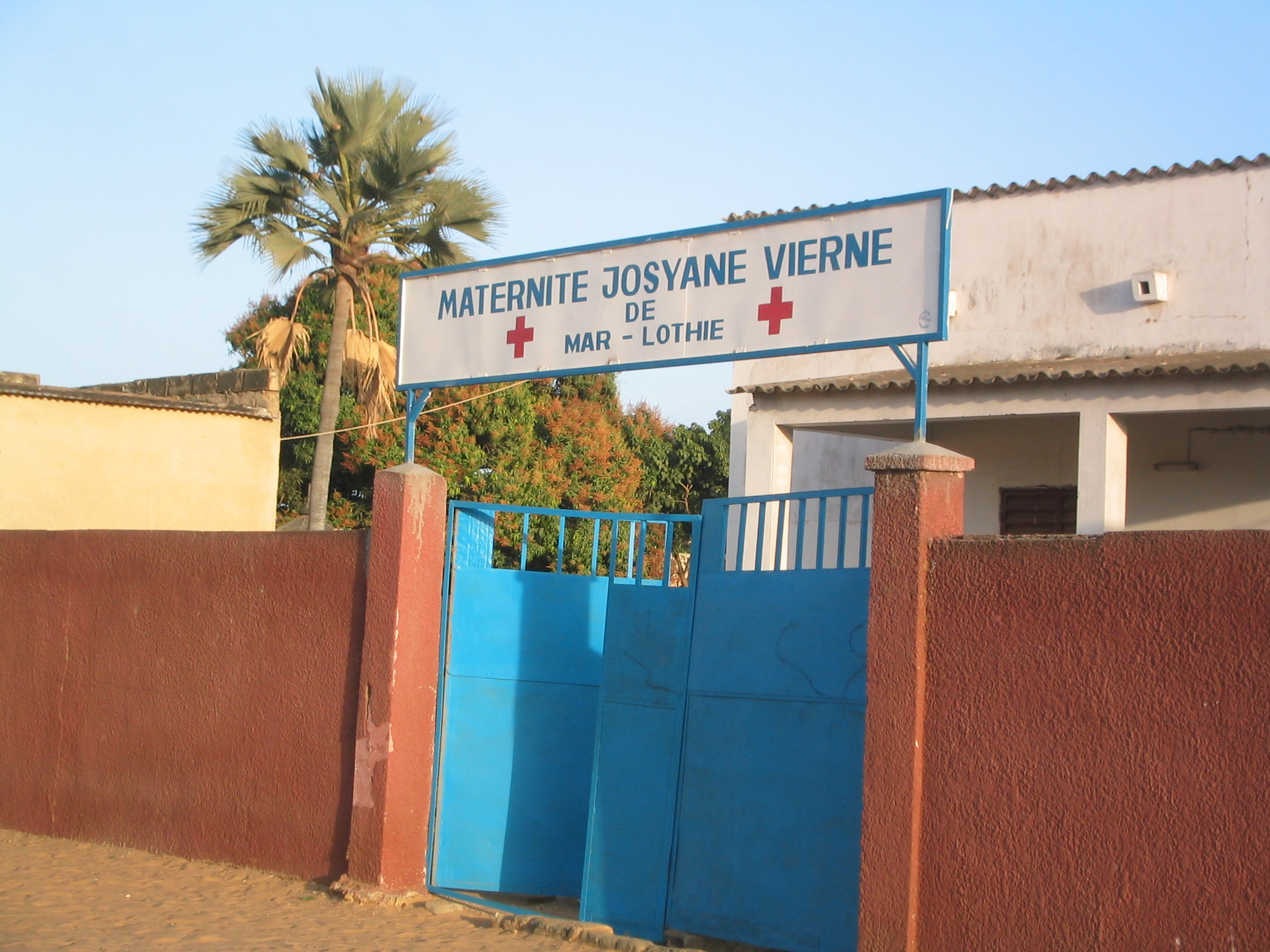
La maternité Josyane Vierne sur l'île de Mar Lodj au Sénégal.

Une maternité est un établissement ou un service spécialisé du secteur de la santé, public ou privé, qui assure le suivi de la grossesse, l'accouchement et les suites de couche de la femme enceinte, ou parturiente.

## En France
En France, elles sont classées en trois grands groupes :
- Les maternités ou centres de niveaux 1 assurent la prise en charge des grossesses sans risque identifié et des soins courants aux nouveau-nés. Elles doivent pouvoir prendre en charge immédiatement une détresse néonatale avant le transfert du nouveau-né. Le pédiatre est d’astreinte ;
- Les maternités ou centres de niveau 2 assurent la prise en charge des grossesses à risque fœtal identifié ou suspecté ; elles doivent être associées à une unité ou un service de néonatalogie situé sur le même site ou à proximité immédiate et susceptible d’assurer en continu la surveillance et les soins spécialisés des nouveau-nés à risque et de ceux dont l’état s’est dégradé après la naissance ;
  - Pour les centres de niveau 2A, le service de néonatalogie est apte à prendre en charge les nouveau-nés hypotrophes à terme de plus de 1 500 g, ceux qui sont nés de mère diabétique, ceux qui présentent un syndrome de sevrage, des difficultés d’alimentation, une hypocalcémie, une souffrance fœtale sans signes de gravité, une infection materno-fœtale aigüe sans signes de gravité, ou avec un état hémodynamique conservé, ou encore ceux qui viennent de réanimation néonatale, ainsi que des prématurés de plus de 32 semaines d’aménorrhée sans pathologie respiratoire. Le service doit pouvoir assurer une ventilation assistée en attendant le transfert de l’enfant. La présence pédiatrique de jour est assurée avec une astreinte de nuit.
  - Les centres de niveau 2B sont habilités à prendre en charge des nouveau-nés prématurés nés à un terme supérieur ou égal à 32 semaines semaines d'aménorrhée. Ils doivent disposer d’une unité de soins intensifs située au sein d’une unité de néonatalogie dans le même bâtiment ou à proximité immédiate permettant de réaliser une ventilation non invasive et de bénéficier d’une présence médicale continue sur place.
- Les maternités ou centres de niveau 3 assurent la prise en charge des grossesses à haut risque materno-fœtal. Ils disposent, outre de l’unité de néonatalogie et de soins intensifs, d’une unité de réanimation néonatale assurant en continu la surveillance et les soins des nouveau-nés susceptibles de présenter une détresse grave et/ou nécessitant des soins de réanimation lourds. Les réanimations néonatales prennent en charge les prématurés de moins de 33 semaines et/ou de poids inférieur à 1 500 g, les syndromes apnéiques graves, les  défaillances cardiovasculaires, les iso-immunisations graves, les détresses respiratoires, les convulsions, les syndromes hémorragiques et les malformations.

(D'après l'ouvrage Actualités en réanimation préhospitalière SAMU et SMUR en périnatalité, 2003)
Depuis la fin des années 1990, le nombre de maternités en France a diminué de moitié.

#### Ouvrages anciens
- Gabriel Paul Ancelet, Essai historique et critique sur la création et la transformation des Maternités à Paris, G. Steinheil, Paris, 1896, 187 p.
- Léon Billet, De la fièvre puerpérale et de la réforme des maternités, Faculté de Médecine de Paris, 1872, 90 p. (thèse)
- Léon Le Fort, Des maternités; étude sur les maternités et les institutions charitables d'accouchement à domicile : dans les principaux États de l'Europe: France, Autriche, Prusse, Russie, Angleterre, Belgique, Danemark, Hollande, États allemands, Masson, Paris, 1866, 346 p.